# ベルギーの地理
ベルギーの地理（ベルギーのちり）ではベルギー王国における地形や自然など地理の概略を示す。

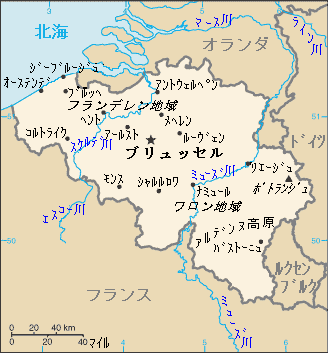
ベルギーの地図。

## 概要
ベルギーは西ヨーロッパにある王国で、国内はフランデレン、ワロン、ブリュッセルの三地域に大別される。北側が北海に面しており、国境はフランス(620km)、ルクセンブルク(148km)、ドイツ(167km)、オランダ(450km)とそれぞれ接している。
- 面積：30,528km²(日本の約12分の1倍)
- 水域面積率：0.8%
- 人口：10,647,000人(東京都の8割強)

- 最高地点：ボトランジュ(694m)
- 最低地点：北海岸(0m)
- 最北地点：アントウェルペン州ホーグストラーテン
- 最南地点：リュクサンブール州ルヴロワ
- 最西地点：ウェスト＝フランデレン州デ・パンネ
- 最東地点：リエージュ州ビュリンゲン

## 地域

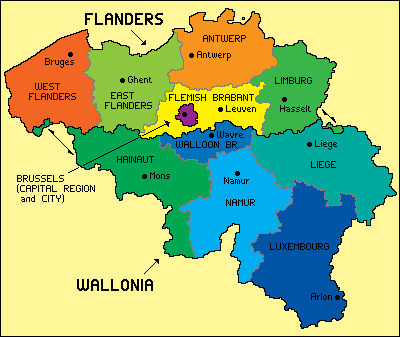
ベルギー各州の地図。中央付近の紫色の部分がブリュッセルである。

ベルギーの総面積は30,528km²で、16,844km²が同国南部のワロン地域、13,522km²が同国北部のフランデレン地域、161km²が同国中央部にある首都ブリュッセルとなっている。ベルギー各州の面積は以下の通り。
- リュクサンブール州　4,440km²
- リエージュ州　3,862km²
- エノー州　3,786km²
- ナミュール州　3,666km²
- ウェスト＝フランデレン州　3,144km²
- オースト＝フランデレン州　2,982km²
- アントウェルペン州　2,867km²
- リンブルフ州　2,422km²
- フラームス＝ブラバント州　2,106km²
- ブラバン・ワロン州　1,091km²

上記の10州に首都ブリュッセルの面積を加えたものがベルギーの総面積となる。ブリュッセルはフラームス＝ブラバント州内にあり面積は161.4km²、ほかの州とは異なる独立した地位を得ている。ほかの国と比較すると、ベルギーの総面積は日本の約1/12、フランスの約1/20、岩手県の約2倍となっている。またベルギーは英国ウェールズなどとともに「ベルギーの○倍」といった形で、面積の比較対象になる機会も多い（日本でいえば皇居や東京ドームのようなもの）。

## 地形

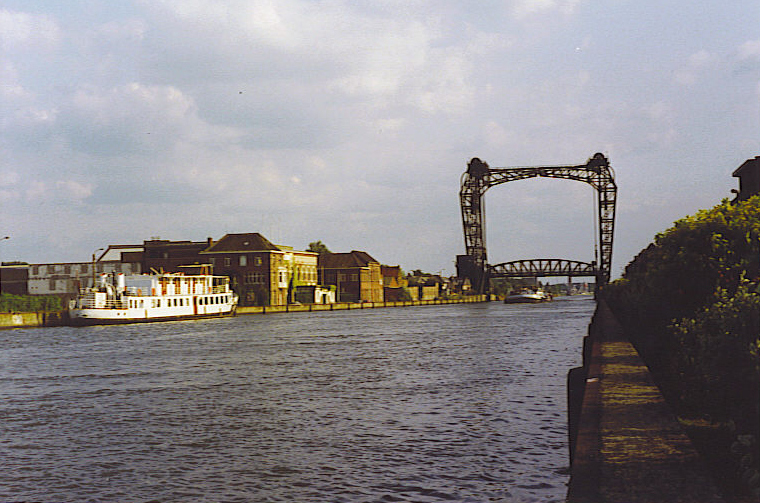
ブリュッセル＝スヘルデ運河

ベルギーは北西部の平野部、中央部の台地、南東部の高地の3つに分けられ、このうち南東部は一般的にアルデンヌ地方といわれる。海岸平野部は主に砂丘と、ポルダーと呼ばれる海面と同様、もしくは海面以下の土地を干拓した土地によって構成される。その海岸平野部の内陸側、国土の中央部には台地が広がっている。ここでは肥沃な土壌が見られ、細かい水路によって灌漑がなされている一方、谷間や洞窟などを含む比較的起伏の多い部分も見受けられる。最も内陸にあるアルデンヌ高地は山がちな地形で、樹木や岩が多いため農業には不適切である。また野生動物の多い地域でもあり、ベルギーで最も標高の高いボトランジュもこのアルデンヌ高地にある。なおこの高地は両隣のフランスやドイツにも広がっており、ベルギーとの国境付近からライン川にかけてはアイフェル高地と呼ばれている。

### 河川と運河
ベルギー領内を流れるすべての河川は、エノー州を流れるオワーズ川を除き北海に注いでいる。これらの河川は主に、スヘルデ川、マース川、イゼル川の3つに分けられ、それぞれがいくつかの支流を抱えている。また、ジャンバル湖、ブーテンバッハ湖、オー・ダール湖、ロベールヴィル湖などいくつかの湖もあるがサイズはいずれも大きくはない。このほか、ベルギー国内には運河も多くあり、代表的なものとしてブリュッセル＝スヘルデ運河、ブリュッセル＝シャルルロワ運河、サントル運河、アルベール運河などが挙げられる。

### 気候
ケッペンの気候区分では、ベルギー全土が西岸海洋性気候に分類される。以下は、同国中央部にある首都ブリュッセルの気候表である。
| ブリュッセルの気候                                 | ブリュッセルの気候 | ブリュッセルの気候 | ブリュッセルの気候 | ブリュッセルの気候 | ブリュッセルの気候 | ブリュッセルの気候 | ブリュッセルの気候 | ブリュッセルの気候 | ブリュッセルの気候 | ブリュッセルの気候 | ブリュッセルの気候 | ブリュッセルの気候 | ブリュッセルの気候 |
| 月                                                 | 1月                | 2月                | 3月                | 4月                | 5月                | 6月                | 7月                | 8月                | 9月                | 10月               | 11月               | 12月               | 年                 |
| -------------------------------------------------- | ------------------ | ------------------ | ------------------ | ------------------ | ------------------ | ------------------ | ------------------ | ------------------ | ------------------ | ------------------ | ------------------ | ------------------ | ------------------ |
| 平均最高気温 °C （°F）                             | 5.6 (42.1)         | 6.4 (43.5)         | 9.9 (49.8)         | 13.1 (55.6)        | 17.7 (63.9)        | 20.0 (68)          | 22.4 (72.3)        | 22.5 (72.5)        | 18.7 (65.7)        | 14.4 (57.9)        | 9.1 (48.4)         | 6.5 (43.7)         | 13.9 (57)          |
| 平均最低気温 °C （°F）                             | 0.7 (33.3)         | 0.6 (33.1)         | 2.9 (37.2)         | 4.8 (40.6)         | 8.9 (48)           | 11.5 (52.7)        | 13.6 (56.5)        | 13.4 (56.1)        | 10.8 (51.4)        | 7.6 (45.7)         | 3.7 (38.7)         | 1.9 (35.4)         | 6.7 (44.1)         |
| 降水量 mm （inch）                                 | 71 (2.8)           | 53 (2.09)          | 73 (2.87)          | 54 (2.13)          | 70 (2.76)          | 78 (3.07)          | 69 (2.72)          | 64 (2.52)          | 63 (2.48)          | 68 (2.68)          | 79 (3.11)          | 79 (3.11)          | 821 (32.32)        |
| 平均降水日数                                       | 13                 | 10                 | 13                 | 11                 | 11                 | 11                 | 10                 | 9                  | 10                 | 10                 | 13                 | 13                 | 134                |
| 出典：World Weather Information Service 2008-01-06 |                    |                    |                    |                    |                    |                    |                    |                    |                    |                    |                    |                    |                    |

## 環境
ベルギーは西ヨーロッパの中央に位置していることや人口密度が高いことから、深刻な環境問題に直面している。2003年度においては、ベルギーの河川の汚染度はヨーロッパではもちろん、調査が行われた122ヶ国中で最悪となってしまった。これらの環境問題は人間の社会活動からもたらされるものであり、都市化、過密な交通システム、工場、大規模な農畜産業などが原因とされる。また大気汚染や水質汚染などは近隣諸国の影響も強く、「誰が汚したのか」が不透明であったことがベルギーでの対策を遅らせた一因とされている。